# Women Empowerment League 2021-22
La Women Empowerment League 2021-22 fue la edición inaugural de esta liga, máxima categoría y primera liga profesional de fútbol femenino en Japón. Comenzó el 12 de septiembre de 2021 y finalizó el 21 de mayo de 2022.

## Sistema de competición
Se determinó que el torneo se disputaría en un sistema de todos contra todos a dos rondas, cada equipo jugaría un total de 20 partidos y el equipo que culmine en primer lugar de la tabla se consagraría campeón.
INAC Kobe Leonessa fue el campeón de la temporada, Urawa Red Diamonds fue subcampeón.

## Clubes
| Equipo                            | Ciudad     | Estadio(s)                            | Capacidad |
| --------------------------------- | ---------- | ------------------------------------- | --------- |
| Mynavi Sendai Ladies              | Sendai     | Estadio de Sendai                     | 19,694    |
| Mynavi Sendai Ladies              | Sendai     | Estadio de Miyagi                     | 49,133    |
| Urawa Red Diamonds                | Saitama    | Estadio Urawa Komaba                  | 21,500    |
| Omiya Ardija Ventus               | Saitama    | Estadio Ōmiya                         | 15,500    |
| Elfen Saitama                     | Saitama    | Estadio Kumagaya Athletic             | 15,392    |
| JEF United Chiba                  | Chiba      | Fukuda Denshi Arena                   | 19,781    |
| JEF United Chiba                  | Chiba      | Estadio ZA Oripri                     | 14,051    |
| NTV Tokyo Verdy Beleza            | Tokio      | Ajinomoto Field Nishigaoka            | 7,258     |
| Nojima Stella Kanagawa Sagamihara | Sagamihara | Estadio Sagamihara Gion               | 15,300    |
| AC Nagano Parceiro                | Nagano     | Estadio Minami Nagano Sports Park     | 15,491    |
| Albirex Niigata                   | Niigata    | Estadio del Gran Cisne de Niigata     | 42,300    |
| Albirex Niigata                   | Niigata    | Estadio Niigata Athletic              | 18,671    |
| INAC Kobe Leonessa                | Kōbe       | Estadio Noevir Kobe                   | 30,132    |
| Sanfrecce Hiroshima Regina        | Hiroshima  | Estadio Hiroshima Koiki Park Football | 6,000     |

## Clasificación
| Pos. | Equipo                            | Pts. | PJ | G  | E | P  | GF | GC | Dif. | Clasificación          |
| ---- | --------------------------------- | ---- | -- | -- | - | -- | -- | -- | ---- | ---------------------- |
| 1    | INAC Kobe Leonessa                | 50   | 20 | 16 | 2 | 2  | 35 | 9  | +26  | Copa AFC Femenina 2022 |
| 2    | Urawa Red Diamonds                | 42   | 20 | 13 | 3 | 4  | 40 | 24 | +16  |                        |
| 3    | NTV Tokyo Verdy Beleza            | 34   | 20 | 10 | 4 | 6  | 32 | 18 | +14  |                        |
| 4    | JEF United Chiba                  | 34   | 20 | 9  | 7 | 4  | 26 | 18 | +8   |                        |
| 5    | Mynavi Sendai Ladies              | 31   | 20 | 9  | 4 | 7  | 25 | 16 | +9   |                        |
| 6    | Sanfrecce Hiroshima Regina        | 25   | 20 | 7  | 4 | 9  | 24 | 26 | −2   |                        |
| 7    | AC Nagano Parceiro                | 21   | 20 | 5  | 6 | 9  | 15 | 24 | −9   |                        |
| 8    | Albirex Niigata                   | 19   | 20 | 4  | 7 | 9  | 20 | 30 | −10  |                        |
| 9    | Omiya Ardija Ventus               | 18   | 20 | 3  | 9 | 8  | 17 | 31 | −14  |                        |
| 10   | Nojima Stella Kanagawa Sagamihara | 13   | 20 | 2  | 7 | 11 | 13 | 31 | −18  |                        |
| 11   | Elfen Saitama                     | 13   | 20 | 2  | 7 | 11 | 13 | 33 | −20  |                        |

Actualizado a los partidos jugados el 21 de mayo 2022.
 Fuente: Datos estadísticos en la web oficial